# Bệnh viện Nhi đồng Bambino Gesù
Bệnh viện Nhi đồng Gesù (tiếng Ý: Ospedale Pediatrico Bambino Gesù) là một bệnh viện chuyên khoa nhi ở Roma, Ý mang căn tính Kitô giáo, cung cấp các dịch vụ chăm sóc sức khỏe và nghiên cứu y tế cho trẻ em, thiếu nhi. Trong ba mươi năm qua, bệnh viện này đã đạt được uy tín chuyên môn cao không chỉ ở Ý mà còn ở nhiều nước châu Âu.